# Hotel Giant
Hotel Giant is een bedrijfssimulatiespel. De bedoeling is het opzetten van een goedlopende hotelketen.

## Het begin
Bij Hotel Giant begin je met 10.000.000 dollar. Met dat geld kan een stuk land gekozen worden waarbij de keuze is uit 23 stukken land waar de gebruiker een hotel/herberg op kan bouwen. In het spel bestaat de mogelijkheid van 5 herbergen, 9 normale hotels en 5 hotels met buitenzwembaden.
De speler kan voor de inrichting van de hotels/herbergen luxe en minder luxe dingen kiezen. Bij deuren bestaan kan gekozen worden uit 3 verschillende deuren.
- Een houten deur; deze is bedoeld voor een eenvoudige herberg
- Een houten luxere deur; deze is te plaatsen in een gewoon hotel
- En zwarte glazen deur; deze is bedoeld voor de hotels met buitenzwembaden

## Tactiek
Om klanten te trekken in een hotel is het belangrijk dat er genoeg te doen is. Er zijn verschillende extra's:
RestaurantHet restaurant bestaat uit een keuken, eetruimte en een mannen- en vrouwentoilet
SpelletjesruimteIn de spelletjesruimte kan je een biljarttafel, dartborden en verschillende spelcomputers plaatsen.
BibliotheekIn de bibliotheek kun je computers plaatsen waarmee de klanten kunnen internetten en boekenkasten en kranten/folders om het nieuws bij te houden.
Health Club (Gezondheidsclub)De Health Club bestaat uit een ontvangstruimte, badzaal, een vrouwentoilet, mannentoilet, omkleedruimtes voor mannen en vrouwen apart, Beauty case (schoonheidssalon), massage ruimte, sportzaal en een sauna.
BarEen bar bestaat uit een open ruimte, mannentoilet en een vrouwentoilet. In de open ruimte kan je een bar en tafeltjes plaatsen. Natuurlijk kan je ook speciale dingen eromheen zetten.
ZwembadEen binnenzwembad bestaat uit een open ruimte met zwembad en ligbedden. Verder bestaat het uit mannen/vrouwen toiletruimtes en omkleedruimtes voor mannen/vrouwen apart.
In een hotel verwacht men dat er luxedingen te vinden zijn; de eenvoudige toiletten en wasbakken worden afgewezen door de gasten. Om klanten aan te trekken is het belangrijk dat alles luxueus is. Dit alles in tegenstelling tot de herberg. Hier kijkt men niet gek op als er minder luxe aanwezig is. Bovendien is er minder ruimte, dus is het erg moeilijk andere extra's toe te voegen.

## Vormgeving
Je kan door je eigen hotel lopen om te ervaren hoe je hotel eruitziet. Het is mogelijk de vloer, de wanden en het plafond een andere structuur te geven. Zo ziet het hotel er plots heel anders uit.
De kamers kunnen uit één ruimte bestaan, maar de meeste zullen uit twee of drie aan elkaar gekoppelde ruimtes bestaan. Één ruimte is de hoofdruimte. De andere kunnen een badkamer of een slaapkamer zijn. Het is luxueuzer als er de hotelkamer uit meerdere ruimtes bestaat, maar daar staat tegenover dat één kamer een grotere oppervlakte moet beslaan.